# Баткенский государственный университет
Баткенский государственный университет — небольшой государственный некоммерческий университет в кыргызском городе Баткен . Университет имеет филиалы в различных городах Баткенской области.
Оно было основано в 2000 году как первое подобное учебное заведение в Баткенской области. На территории кампуса, помимо прочего, есть библиотека и различные спортивные сооружения.
В университете обучаются около 5000 студентов и около 167 научных сотрудников. Около половины студентов — узбеки. Университет присуждает, помимо прочего, степени бакалавра по различным предметам и признается Министерством образования Кыргызстана. Ректор — Айдарбек Гыязов

## Факультеты
- Экономика
- гуманитарные науки
- естественные науки
- Образование